# 11月9日
11月9日是阳历一年中的第313天（闰年第314天），离全年的结束还有52天。

## 大事記

### 18世紀以前
- 1494年：美第奇家族被驱逐出佛罗伦萨。
- 1688年：奥兰治亲王威廉攻占埃克塞特。

### 18世紀
- 1720年：阿什肯納茲猶太人被阿拉伯讨债人逐出耶路撒冷。
- 1791年：聯合愛爾蘭人會于都柏林成立。
- 1799年：拿破崙與其盟友發動政變，推翻督政府，建立執政府，隨後自任為第一執政。

### 19世紀
- 1867年：幕府將軍德川慶喜把政權交還天皇，標誌著持續265年的江戶幕府統治結束，日本史稱大政奉還。
- 1887年：美国占有珍珠港。
- 1888年：瑪麗·珍·凱利在倫敦被謀殺，被廣泛認為是惡名昭彰的不明身份連環殺手開膛手傑克的第五位也是最後一位受害者。

### 20世紀
- 1907年：卡利南鑽石被给予爱德华七世作为生日礼物。
- 1911年：廣州商界士紳為主的各界代表，在省諮議局經過商討與推舉正副都督，宣布廣東脫離滿清獨立。
- 1918年：在德意志皇帝威廉二世退位後，德國社會民主黨領導人菲利普·謝德曼宣布成立威瑪共和國。
- 1921年：貝尼托·墨索里尼將意大利戰鬥者法西斯改組為政黨，名為國家法西斯黨。
- 1935年：美国的工会组织之一产业工会联合会成立。
- 1937年：中国抗日战争：日本軍隊攻陷上海，上海市區除租界外，華界地段均告失守。
- 1937年：中国抗日战争：日本軍隊攻陷太原。
- 1938年：納粹黨衝鋒隊在德國和奧地利發起水晶之夜行動，最終有大量猶太人被關入納粹集中營內。
- 1939年：日本发生因污染引起的神奈川废电池事件，埋在土中的废干电池中的锰溶解到井水中，使饮用该井水的人脑部受损，前後有15人因此受害。[1][2]
- 1939年：第二次世界大戰：黨衛隊保安處的一次秘密行動在荷蘭芬洛附近抓獲了兩名秘密情報局的英國特工。
- 1945年：日本自由党成立。
- 1945年：加拿大加入聯合國，為創始國之一。
- 1949年：在香港的中國航空公司、中央航空公司親共員工宣佈脫離國民黨政權，接受中华人民共和国中央人民政府的领导，史稱「兩航事件」。
- 1953年：柬埔寨王国脱离法国统治宣告独立，成为一个由国王諾羅敦·西哈努克领导的君主立宪制国家。
- 1960年：罗伯特·麦克纳马拉就任福特汽车董事长。
- 1963年：日本福岡縣大牟田市發生戰後最大的煤礦事故，造成458人死亡，839人一氧化碳中毒受傷。
- 1963年：鶴見事故：日本國鐵東海道本線鶴見車站＝新子安站間，一列電車撞上出軌的貨車後亦出軌，再撞上另一列電車，造成161人死亡，120人受傷[3]。本事故被列為國鐵戰後五大事故之一。
- 1967年：美国国家航空航天局于卡纳维拉尔角发射阿波罗4号。
- 1969年：中華民國教育部首次授予外國留學生博士學位，韓國僑生成元慶被授予國家文學博士。
- 1971年：中華人民共和國與黎巴嫩建交。
- 1979年：北美空防司令部的电脑报告苏联导弹袭击，在检查卫星与预警雷达的报告数据后确认为误报。
- 1982年：法國試製成功中子彈。
- 1985年：俄羅斯棋手加里·基莫维奇·卡斯帕罗夫擊敗阿納托利·卡爾波夫，成為最年輕的世界西洋棋錦標賽冠軍。
- 1987年：後樂園球場拆除，原址將建設東京巨蛋。
- 1989年：畢加索名畫盜竊案破獲。[4]
- 1989年：東德官員君特·沙博夫斯基錯誤宣布立即開放德國國內邊界，導致大量民眾拆毀柏林圍牆。[5]
- 1989年：鄧小平辭去中共中央軍委主席職務，由江澤民繼任。此外，在中共十三屆五中全會上，劉華清任中共中央軍委副主席，決定楊白冰為中共中央書記處書記。
- 1993年：聯合國首次發表世界難民狀況報告。
- 1993年：波斯尼亚城市莫斯塔爾于1566年建成的莫斯塔尔古桥在战争中被克罗地亚武装分子炸毁。
- 1994年：德国科学家发现新的元素鐽。
- 1994年：斯里兰卡总理錢德里卡·班達拉奈克·庫馬拉通加夫人当选为总统。
- 1998年：八達嶺高速公路全線通車。
- 1998年：微軟和Intel公開分裂。[6]
- 1998年：英国废除死刑。

### 21世紀
- 2004年：Mozilla Firefox 1.0版正式发行，成为微软Internet Explorer最大的竞争者。
- 2005年：伊拉克的基地组织在约旦安曼三座酒店发动连续三起自杀式炸弹袭击，导致约60人死亡。
- 2005年：欧洲空间局发射欧洲第一次执行金星任务的金星快车，其目的在于长期观察该行星的大气变化。
- 2006年：香港前衛生署署長陳馮富珍當選世界衛生組織總幹事，接替2006年5月病逝於任內的李鐘鬱。
- 2009年：天津滨海新区作为行政区建制正式成立，同时撤销天津市塘沽区、汉沽区和大港区的建制。
- 2010年：使命召唤：黑色行動发售。
- 2013年：中共十八屆三中全會召開。
- 2013年：亞冠決賽次回合广州恒大1比1战平首爾FC，凭借總分3比3及最多的客場進球奪冠，成首支奪得亚足联冠军联赛冠軍的中國球隊。
- 2016年：麥當勞在台灣停賣長達32年歷史之久的奶昔。
- 2019年：印度与巴基斯坦之间的卡塔普尔走廊建成。
- 2020年：亚美尼亚与阿塞拜疆签订纳戈尔诺-卡拉巴赫战争的停火协议，放弃控制了26年的纳戈尔诺-卡拉巴赫周边地区。

## 出生
- 955年：高麗景宗，高麗國第5代國王（981年逝世）
- 1414年：阿尔布雷希特三世，勃兰登堡藩侯（1486年逝世）
- 1507年：唐順之，明朝軍事家、文學学家（1560年逝世）
- 1514年：小笠原長時，日本戰國大名（1583年逝世）
- 1535年：南达勃因，缅甸國王（1600年逝世）
- 1683年：喬治二世，大不列顛國王、愛爾蘭國王、漢諾瓦選帝侯（1760年逝世）
- 1723年：普魯士的安娜·阿瑪莉埃，奎德林堡女隱修院院長长（1787年逝世）
- 1799年：瓦薩的古斯塔夫，瓦萨亲王（1877年逝世）
- 1818年：伊万·谢尔盖耶维奇·屠格涅夫，俄國現实主义小說家、詩人、剧作家（1883年逝世）
- 1834年：近藤勇，日本幕臣（1868年逝世）
- 1840年：黑田清隆，日本内阁总理大臣（1900年逝世）
- 1841年：愛德華七世，英國國王（1910年逝世）
- 1864年：保羅·塞律西埃，法國後印象派畫家（1927年逝世）
- 1876年：野口英世，日本醫學家、細菌學家（1928年逝世）
- 1877年：穆罕默德·伊克巴勒，印度穆斯林詩人、哲学家、政治家（1938年逝世）
- 1885年：維维克多·赫列勃尼科夫，俄羅斯詩人（1922年逝世）
- 1885年：張民達，中國革命家（1925年逝世）
- 1897年：羅納德·諾里什，英國物理化學学家（1978年逝世）
- 1898年：豐子愷，中國文學家、漫畫家（1975年逝世）
- 1901年：废名，中國作家（1967年逝世）
- 1907年：塞繆爾·保羅·威爾斯，美國古生物學家（1997年逝世）
- 1908年：蘭諾·羅姆尼，美國政治人物（1998年逝世）
- 1911年：宮粉紅，香港粵劇紅伶（2010年逝世）
- 1914年：海蒂·拉瑪，美國女演員、發明家，展頻技術的共同發明人（2000年逝世）
- 1918年：斯皮羅·阿格紐，美國政治人物，第39任美國副總統（1996年逝世）
- 1918年：陽早，美國畜牧學家（2003年逝世）
- 1918年：史明，台灣歷史學者、異議人士和台灣獨立運動先驅，「獨立台灣會」創始人（2019年逝世）
- 1934年：卡爾·萨根，美國国天文學学家、科普作家（1996年逝世）
- 1934年：英瓦爾·卡爾松，瑞典政治人物，第29任瑞典首相
- 1935年：鮑勃·吉布森，美國職業棒球投手（2020年逝世）
- 1937年：西西，香港作家、編輯（2022年逝世）
- 1938年：伊馮·喬伊納德，美國攀岩家、環保主義者、慈善家、商人
- 1948年：路易斯·菲利佩·斯科拉里，巴西足球教練
- 1949年：黃崇仁，台灣力捷電腦創辦人
- 1950年：張琍敏，台灣女歌手
- 1951年：劉志榮，香港亞洲電視演員（2008年逝世）
- 1955年：凱文·安德魯斯，澳大利亞政治人物（2024年逝世）
- 1955年：潘佩璆，香港醫學界、政界人物
- 1957年：介文汲，臺灣外交官
- 1960年：安德烈亞斯·布雷默，德國職業足球運動員（2024年逝世）
- 1965年：萊恩·墨菲，美國編劇、導演、製片人
- 1967年：江國賓，台灣男演員
- 1968年：妮琳·葛塔利，印度珠寶設計師、女演員
- 1968年：傑斯珀·布羅丁，瑞典企業家，英格卡控股執行長
- 1972年：進藤尚美，日本女性聲優
- 1974年：亚历山德羅·德爾·皮耶羅，意大利足球運動員
- 1978年：平安，中國歌手
- 1979年：馬田·泰萊，英格蘭足球運動員
- 1981年：乔比·麦卡努夫，牙买加足球運動員
- 1981年：Lyn，韓國女歌手
- 1982年：菊池心，日本女性聲優
- 1982年：博阿兹·米希爾，威爾士足球運動員
- 1982年：米高·端納，英格蘭足球運動員
- 1984年：孫鋭，中國舞蹈藝術家
- 1984年：SE7EN，韓國歌手
- 1984年：具惠善，韓國演員
- 1984年：黛兒塔，澳洲女歌手
- 1985年：陳赫，中國演員
- 1985年：巴卡利·蘇馬爾，馬里足球運動員
- 1986年：張家瑋，台灣女演員
- 1987年：劳爾·穆斯特，爱沙尼亞羽毛球選手
- 1988年：安娜莉·提普頓，美國演員
- 1990年：瑪麗亞姆·奧斯曼，奈及利亞女子舉重運動員
- 1991年：杜妍，台灣女藝人
- 1991年：蔡幸芳，台灣歌手
- 1991年：謝影雪，香港女子羽球運動員
- 1992年：賴薏婷，台灣女藝人
- 1992年：沈建宏，台灣歌手、演員
- 1992年：黃宇希，香港女歌手
- 1996年：張藝韓，中國女演員、導演
- 1996年：平井桃，韓國女子偶像團體TWICE成員
- 1996年：凱文·阿富汗尼，美國男性配音員
- 1998年：趙露思，中國演員
- 1998年：蘇曉彤，中國演員
- 1999年：芝野虎丸，日本職業圍棋棋士
- 2000年：王承渲，臺灣女藝人
- 2000年：馬蒂厄·埃爾博，法國職業電競選手
- 2004年：愛德華·約內斯庫，羅馬尼亞男子乒乓球運動員

## 逝世
- 959年：君士坦丁七世，东罗马帝国皇帝（905年出生）
- 1187年：宋高宗赵构，南宋建立者，宋朝皇帝（1107年出生）
- 1312年：奥托三世，下巴伐利亚公爵（1261年出生）
- 1623年：威廉·卡姆登，英格兰历史学家（1551年出生）
- 1630年：藤堂高虎，日本戰國時代至江戶時代武將、大名（1556年出生）
- 1778年：喬凡尼·皮拉奈奇，意大利画家及建筑师（1720年出生）
- 1801年：卡尔·斯塔米茨，捷克裔德国作曲家（1745年出生）
- 1854年：伊丽莎白·汉密尔顿，美国慈善家（1757年出生）
- 1900年：史堅如，清朝末年革命烈士（1879年出生）
- 1911年：霍华德·皮尔，美国插画家及作家（1853年出生）
- 1918年：纪尧姆·阿波利奈尔，法國詩人、劇作家、藝術評論家，超現實主義先驅（1880年出生）
- 1920年：阿爾貝托·布萊斯特·加納，智利小說家、外交官（1830年出生）
- 1924年：亨利·卡伯特·洛奇，美国参议院议员（1850年出生）
- 1930年：淺野總一郎，日本企業家、實業家（1848年出生）
- 1931年：艾薩克·牛頓·路易士，美國陸軍軍官（1858年出生）
- 1932年：娜杰日达·阿利卢耶娃，斯大林的第二任妻子（1901年出生）
- 1937年：拉姆齊·麥克唐納，英國政治人物，前任英國首相（1866年出生）
- 1937年：吴克仁，中华民国国民革命军将领（1894年出生）
- 1937年：吴继光，中华民国国民革命军将领（1897年出生）
- 1940年：內維爾·張伯倫，英國前首相（1869年出生）
- 1952年：哈伊姆·魏茨曼，以色列第一任总统（1874年出生）
- 1953年：阿卜杜勒-阿齊茲，沙烏地阿拉伯首任國王（1876年出生）
- 1963年：勝沼精藏，日本醫學家（1886年出生）
- 1970年：夏爾·戴高樂，法国前总统（1890年出生）
- 1991年：伊夫·蒙当，法国演员（1921年出生）
- 1997年：伍修权，中国军事家及外交家（1908年出生）
- 1997年：希倫尼奧·靴利拿，阿根廷球员（1910年出生）
- 1999年：黄火青，中国政治家（1901年出生）
- 2004年：埃姆林·休斯，英格兰足球运动员（1947年出生）
- 2004年：张纯如，美国华裔女作家（1968年出生）
- 2005年：科切里尔·拉曼·纳拉亚南，印度外交官、政治人物，第10任印度總統（1921年出生）
- 2011年：哈爾·葛賓·科拉納，印度裔美國分子生物學家，1968年諾貝爾生理學或醫學獎得主（1922年出生）
- 2015年：吳文達，臺灣企業家（1929年出生）
- 2015年：湯米·漢森，美国棒球运动员（1986年出生）
- 2015年：庆文怡，中国游泳运动员（1998年出生）
- 2016年：格雷格·巴拉德，美国篮球运动员（1955年出生）
- 2017年：卢乐山，中国幼儿教育家（1917年出生）
- 2017年：夏拉·史戴爾茲，加拿大成人女星（1982年出生）
- 2021年：瀨戶內寂聽，日本作家、僧人（1922年出生）
- 2022年：鮑彤，中國政治人物，曾任中國共產黨第十三屆中央委員會委員（1932年出生）
- 2022年：基里爾·斯特列穆索夫，烏克蘭親俄分離主義政治人物、博客主（1976年出生）
- 2024年：拉姆·那拉扬，印度音樂家，第一位國際知名的薩倫吉琴彈奏者（1927年出生）

## 节假日和习俗
- 吉尼斯世界紀錄日，於2005年吉尼斯世界紀錄股份有限公司所立下，目的在於希望大家繼續創下新的世界紀錄
- ：国旗日
- 玻利维亚：亡灵节
- 中国：中國消防宣傳日
- 德国、 奥地利、 瑞士：發明家日（英语：Inventors' Day）
- 德国：命運之日
- 印度：北阿坎德邦建邦日
- 柬埔寨：独立日
- 巴基斯坦：穆罕默德·伊克巴勒紀念日
- 泰國：四面佛（梵天）诞辰日
- 美国：世界自由日